# Stančići
Stančići (1981-ig Staničić) falu Horvátországban Belovár-Bilogora megyében. Közigazgatásilag Belovár községhez tartozik.

## Fekvése
Belovár központjától légvonalban 7, közúton 11 km-re nyugatra, Klokočevac és Prgomelje között fekszik. 

## Története
A falu akkor keletkezett, amikor a török uralom után a 17. századtól a kihalt területre folyamatosan telepítették be a keresztény lakosságot. A település 1774-ben az első katonai felmérés térképén a falu „Dorf Sztanchich” néven szerepel. A település katonai közigazgatás idején a szentgyörgyvári ezredhez tartozott. Lipszky János 1808-ban Budán kiadott repertóriumában „Sztanichich” néven szerepel.  
Nagy Lajos 1829-ben kiadott művében „Sztanichi” néven 26 házzal, 67 katolikus és 122 ortodox vallású lakossal találjuk.
A katonai közigazgatás megszüntetése után Magyar Királyságon belül Horvátország részeként, Belovár-Kőrös vármegye Belovári járásának része volt. 1857-ben 129, 1910-ben 166 lakosa volt. Az 1910-es népszámlálás szerint lakosságának 80%-a szerb, 20%-a horvát anyanyelvű volt. 1918-ban az új szerb-horvát-szlovén állam, majd később Jugoszlávia része lett. 1941 és 1945 között a németbarát Független Horvát Államhoz, majd a háború után a szocialista Jugoszláviához tartozott. 1991-től a független Horvátország része. 1991-ben lakosságának 67%-a horvát, 25%-a jugoszláv nemzetiségű volt. 2011-ben a településnek 91 lakosa volt.

## Lakossága
| Lakosság változása | Lakosság változása | Lakosság változása | Lakosság változása | Lakosság változása | Lakosság változása | Lakosság változása | Lakosság változása | Lakosság változása | Lakosság változása | Lakosság változása | Lakosság változása | Lakosság változása | Lakosság változása | Lakosság változása | Lakosság változása |
| ------------------ | ------------------ | ------------------ | ------------------ | ------------------ | ------------------ | ------------------ | ------------------ | ------------------ | ------------------ | ------------------ | ------------------ | ------------------ | ------------------ | ------------------ | ------------------ |
| 1857               | 1869               | 1880               | 1890               | 1900               | 1910               | 1921               | 1931               | 1948               | 1953               | 1961               | 1971               | 1981               | 1991               | 2001               | 2011               |
| 129                | 135                | 137                | 158                | 164                | 166                | 158                | 170                | 204                | 230                | 220                | 146                | 127                | 135                | 121                | 91                 |